# BMW X1 (E84)
BMW X1 E84 је субкомпактни кросовер прве генерације из BMW X1 серије возила, који је производила немачка фабрика аутомобила BMW од 2009. до 2015. године.

## Историјат
Први пут је приказан као концептно возило 2008. године на салону аутомобила у Паризу. Настао је на модификованој платформи серије 3 у верзији караван (E91). Унутрашњост је дизајнирана по узору на BMW серије 1. Ценовно је позициониран између BMW серије 1 и BMW серије 3.
Производња модела X1 (интерне ознаке Е84) почиње у октобру 2009. године у BMW-овој фабрици у Лајпцигу. X1 је у почетку био доста критикован због свог атрактивног дизајна и возне динамике, међутим показало се да то није истина што показује податак да је од лансирања 2009. до септембра 2013. године подато преко 500.000 возила широм света. Урађена су два редизајна 2012. и 2014. године. У првом редизајну добија нови предњи и задњи браник, спољне ретровизоре и задња светла, док је унутрашњост незнатно промењена. 2014. су уведена дневна светла као стандардни део опреме.
На Euro NCAP креш тестовима X1 је 2012. године добио максималних пет звездица за безбедност.

## Мотори
Доступан је са шестостепеним мануелним мењачем, као и са шестостепеним и осмостепеним аутоматским мењачем. У понуди су верзије са погоном на задње точкове (sDrive) и на сва четири точка (xDrive). Уграђују се мотори, бензински од 2.0 (150, 184 и 245 КС), 3.0 (218, 258 и 306 КС) и дизел мотори од 2.0 (116, 143, 163, 177, 184, 204 и 218 КС).
| BMW X1 (E84)       | sDrive18i                | xDrive20i                | sDrive20i                | xDrive25i              | xDrive28i              | xDrive28i                | xDrive35i              |        |
| ------------------ | ------------------------ | ------------------------ | ------------------------ | ---------------------- | ---------------------- | ------------------------ | ---------------------- | ------ |
| Мотор              | Бензински мотор          | Бензински мотор          | Бензински мотор          | Бензински мотор        | Бензински мотор        | Бензински мотор          | Бензински мотор        |        |
| Врста мотора       | четвороцилиндрични-редни | четвороцилиндрични-редни | четвороцилиндрични-редни | шестоцилиндрични-редни | шестоцилиндрични-редни | четвороцилиндрични-редни | шестоцилиндрични-редни |        |
| Запремина          | 1995 cm³                 | 1997 cm³                 | 1997 cm³                 | 2996 cm³               | 2996 cm³               | 1997 cm³                 | 2979 cm³               |        |
| Код мотора         | BMW N46 B20              | BMW N20 B20              | BMW N20 B20              | BMW N52 B30            | BMW N52 B30            | BMW N20 B20              | BMW N55 B30            |        |
| Снага              | 110 kW (150 КС)          | 135 kW (181 КС)          | 135 kW (181 КС)          | 160 kW (210 КС)        | 190 kW (250 КС)        | 180 kW (240 КС)          | 225 kW (302 КС)        |        |
| Обртни момент      | 200 Nm/3600              | 270 Nm/1250–4500         | 270 Nm/1250–4500         | 277 Nm/2500            | 310 Nm/2600–3000       | 350 Nm/1250–4800         | 400 Nm/1300–5000       |        |
| Мењач              | 6° мануелни              | 6° мануелни              | 6° мануелни              | 6° аутоматик           | 6° аутоматик           | 6° мануелни              | 6° стептроник          |        |
| Погон              | задњи                    | 4×4                      | задњи                    | 4×4                    | 4×4                    | 4×4                      | 4×4                    |        |
| Убрзање 0–100 km/h | 9,7 сек.                 | 7,8 сек.                 | 7,4 сек.                 | 7,9 сек.               | 6,8 сек.               | 6,1 сек.                 | 5,6 сек.               |        |
| Брзина             | 202 km/h                 | 215 km/h                 | 220 km/h                 | 223 km/h               | 230 km/h               | 240 km/h                 | 250 km/h               |        |
| Потрошња горива    | 8,2 l                    | 7,7 l                    | 7,1 l                    | 9,3 l                  | 9,4 l                  | 7,9 l                    | 9,6 l                  |        |
| Норма              | Euro 5                   | Euro 5                   | Euro 5                   | Euro 5                 | Euro 5                 | Euro 5                   | Euro 5                 | Euro 5 |

| BMW X1 (E84)       | sDrive16d                | xDrive18d                | sDrive18d                | xDrive20d                | sDrive20d                | xDrive20d                | sDrive20d                | sDrive20d EDE            | xDrive23d                | xDrive25d                |
| ------------------ | ------------------------ | ------------------------ | ------------------------ | ------------------------ | ------------------------ | ------------------------ | ------------------------ | ------------------------ | ------------------------ | ------------------------ |
| Мотор              | Дизел мотор              | Дизел мотор              | Дизел мотор              | Дизел мотор              | Дизел мотор              | Дизел мотор              | Дизел мотор              | Дизел мотор              | Дизел мотор              | Дизел мотор              |
| Врста мотора       | четвороцилиндрични-редни | четвороцилиндрични-редни | четвороцилиндрични-редни | четвороцилиндрични-редни | четвороцилиндрични-редни | четвороцилиндрични-редни | четвороцилиндрични-редни | четвороцилиндрични-редни | четвороцилиндрични-редни | четвороцилиндрични-редни |
| Запремина          | 1995 cm³                 | 1995 cm³                 | 1995 cm³                 | 1995 cm³                 | 1995 cm³                 | 1995 cm³                 | 1995 cm³                 | 1995 cm³                 | 1995 cm³                 | 1995 cm³                 |
| Код мотора         | BMW N47 D20              | BMW N47 D20              | BMW N47 D20              | BMW N47 D20              | BMW N47 D20              | BMW N47 D20              | BMW N47 D20              | BMW N47 D20              | BMW N47 D20              | BMW N47 D20              |
| Снага              | 85 kW (114 КС)           | 105 kW (141 КС)          | 105 kW (141 КС)          | 130 kW (170 КС)          | 130 kW (170 КС)          | 135 kW (181 КС)          | 135 kW (181 КС)          | 120 kW (160 КС)          | 150 kW (200 КС)          | 160 kW (210 КС)          |
| Обртни момент      | 260 Nm/1750–3000         | 320 Nm/1750–2500         | 320 Nm/1750–2500         | 350 Nm/1750–3000         | 350 Nm/1750–3000         | 380 Nm/1750–2750         | 380 Nm/1750–2750         | 380 Nm/1750–2500         | 400 Nm/2000–2250         | 450 Nm/1500–2500         |
| Мењач              | 6° мануелни              | 6° мануелни              | 6° мануелни              | 6° мануелни              | 6° мануелни              | 6° мануелни              | 6° мануелни              | 6° мануелни              | 6° мануелни              | 6° мануелни              |
| Мењач (опционо)    | –                        | 6° аутоматик             | 6° аутоматик             | 6° аутоматик             | 6° аутоматик             | 8° аутоматик             | 8° аутоматик             | –                        | 6° аутоматик             | 8° аутоматик             |
| Погон              | задњи                    | 4×4                      | задњи                    | 4×4                      | задњи                    | 4×4                      | задњи                    | задњи                    | 4×4                      | 4×4                      |
| Убрзање 0–100 km/h | 11,5 сек.                | 10,1 сек.                | 9,6 сек.                 | 8,4 сек.                 | 8,1 сек.                 | 8,1 сек.                 | 7,8 сек.                 | 8,3 сек.                 | 7,3 сек.                 | 6,8 сек.                 |
| Брзина             | 190 km/h                 | 195 km/h                 | 200 km/h                 | 213 km/h                 | 218 km/h                 | 215 km/h                 | 220 km/h                 | 215 km/h                 | 223 km/h                 | 230 km/h                 |
| Потрошња горива    | 4,9 l                    | 5,7 l                    | 5,2 l                    | 5,8 l                    | 5,3 l                    | 5,5 l                    | 4,9 l                    | 4,5 l                    | 6,0 l                    | 5,9 l                    |
| Норма              | Euro 5                   | Euro 5                   | Euro 5                   | Euro 5                   | Euro 5                   | Euro 5                   | Euro 5                   | Euro 5                   | Euro 5                   | Euro 5                   |

## Галерија
- Задњи део (2009–2012)
- (2012–2014)
- Задњи део (2012–2014)
- xDrive20d (од 2014)
- Задњи део (од 2014)